# Євроамериканці

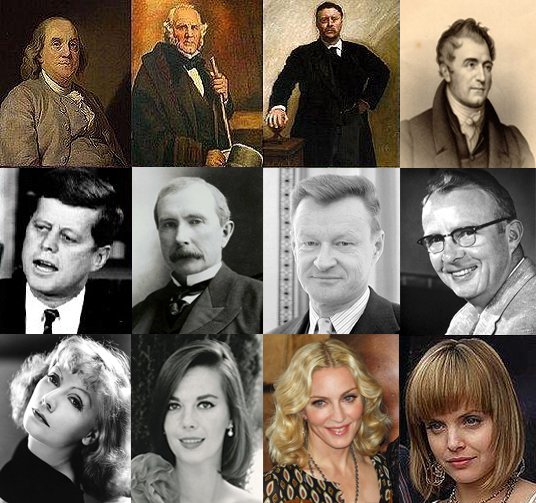
Бенджамін Франклін — (англієць)• Сем Хьюстон — (шотландо-ірландець)• Теодор Рузвельт — (нідерландець)• Елетер Ірені Дюпон де Немур — (француз)• Джон Кеннеді — (ірландець)• Джон Рокфеллер — (німець)• Збігнєв Бжезінський — (поляк)• Луїс Альварес — (іспанець)• Грета Гарбо — (шведка)• Наталі Вуд — (україно-російського походження)• Мадонна — (італійка/француженка)• Джек Пеланс — (українець)Жільбер Лафаєт — (француз)• Міна Суварі — (гречанка/естонка)

Євроамериканці (відомі також як американці європейського походження) — нащадки європейських переселенців у Північній Америці або громадяни США, які мають походження з будь-якого корінного народу Європи.
Іспанці стали першими європейцями, що встановили свою постійну присутність на територіях, що належать тепер Сполученим Штатам. Мартін де Аргуельєс народився 1566 року в Сент-Огастіні, Флорида, ставши першою відомою людиною європейського походження. Двадцять один рік, Вірджинія Дейр, народжена 1587 року на острові Роанок, на території сучасної Північної Кароліни, стала першою людиною англійського походження, що народилася в Тринадцяти колоніях.
2009 року германоамериканці (16,5 %), ірландоамериканці (11,9 %), англоамериканці (9,0 %) і італоамериканці (6,4 %) були у четвірці найбільших груп, які зазначили своє європейське походження, таким чином сформувавши 43,8 % від загальної чисельності населення США.
В цілому, як найбільша група, евроамериканці мають найнижчий рівень бідності, середній дохід домашнього господарства і середні доходи фізичних осіб серед інших расових груп, які населяють Сполучені Штати.